# Небојша Тепавац
Небојша Тепавац (Шабац, 27. март 1961 — Вукићевица, 5. април 1999) био је мајор Оружаних снага Југославије, командант 8. ракетног дивизиона 250. ваздухопловне бригаде и ПВО Југославије за време НАТО бомбардовања Југославије.

## Биографија
Рођен 27. марта 1961. у Шапцу. Основну школу завршио је у Београду, затим студирао у мостарској Гимназији југословенског ратног ваздухопловства имена маршала Тита. Студије је наставио на Војној академији РРА у Рајловцу, смер ПВО. Као млађи официр служио је у Сиску. Учесник је рата у Хрватској: 1991. године његова борбена јединица била је у вишемесечној блокади, али су залагањем Тепаваца људи и техника пребачени у Бања Луку.
Након повлачења трупа ЈНА из Хрватске, Тепавац је наставио да служи у ракетним батаљонима у Обреновцу и Младеновцу у саставу 250. југословенске ракетне бригаде ПВО.  Током рата НАТО-а против Југославије командовао је 8. ракетним дивизионом, који се налазио у селу Вукићевица (општина Обреновац савремене Србије).
Тепавац гине 5. априла 1999. на борбеном положају своје дивизије у Вукићевици. Око два сата после поноћи положај дивизије гађан је са три антирадарске ракете, од којих је једна задала директан погодак транспорта у коме се налазио. Од последица ударца и сам Тепавац је погинуо, још пет особа је повређено.
Сахрањен је 6. априла на Новом бежанијском гробљу. Постхумно је унапређен у мајора , такође постхумно одликован Орденом за заслуге у области одбране и безбедности. Био је ожењен.

## Спомен
- Дана 5. априла 2015. године, на 16. годишњицу погибије Тепавца, у Вукићевици је откривен споменик мајору. Свечаном отварању присуствовали су начелник општине Мирослав Чучковић, сестра мајора Силвана Хаџи-Докић и потпуковник Дејан Миленковић, који је служио у 2. ракетном батаљону 250. бригаде ПВО.[3]
- Дана 5. априла 2015. године објављено је да је једна од улица у Обреновцу преименована у част мајора Небојше Тепавца.[3]
- Друштво Спортско-рехабилитационог клуба ратних војних инвалида „Палеж“ од 2013. године одржава меморијални турнир сећања на Небојшу Тепаваца.[1]